# ぱよぱぴょ
『ぱよぱぴょ』は、木下英一によって制作されたシューティングツクール95製の横スクロールシューティングゲーム。2003年5月12日にver.1.00がフリーウェアとして公開されている。2005年2月12日に公開されたセカンドバージョンでは、いくつかのルールが変更され難易度も多少下がったとされる。最新版は同年5月20日更新のver.2.02であり、作者の公式サイトからもダウンロードできる。

## 概要
（出典：）
世界征服を企てる知能の高い犬たちの組織「ケソケン団」によって、ネコミミに改造されてしまった主人公の少女イニティールがケソケン団に戦いを挑むというストーリーのシューティングゲームである。ライバルとして同じくネコミミの少女リルカが敵キャラクターとして登場し、条件を満たすと挑戦できるSTAGE7では一騎打ちのボスキャラクターとなっている。なおイニティールのしっぽや「ネコ足」などは、自前のコスチュームとされる。
ゲームは前述のSTAGE7を除くと6つのステージによって構成されており、各ステージクリア後にはイベントシーンが用意されている。自機であるイニティールのライフはハートマークで表示され、ゲーム開始時の値は8（旧バージョンでは9）となっている。ダメージを受けて減少した分のライフは次のステージに進んでも回復せず、ライフがすべてがなくなるとゲームオーバーである。ただし同じステージからのコンティニューが可能となっている。
自機の攻撃方法としては、通常攻撃のほかにボムが存在する。ステージからのプレイ開始時には5回分使用できるようになっており、自機がダメージを受けると2回分が追加され、最大で8回分（旧バージョンでは5回分）までストックできる。またセカンドバージョンでは、敵を倒すと出現する「ぼ」のコイン（ぼ印銭）を同じステージにおいて30枚ほど取ると、使用できる回数が一つ増える。登場するアイテムとしてほかに「ぴ」の珠があり、通常攻撃がパワーアップする。ただし自機がダメージを受けると効果は失われてしてしまう（なお旧バージョンではステージ毎に効果がリセットされていた）。

## 制作背景
作者である木下英一は、シューティングゲーム用のコントラクションソフトであるシューティングツクール95を購入してから「一つもまともなゲームを作り出していなかった」ため、「せっかく買ったのだから何か一つ作り上げよう」と思ったことが制作のきっかけであると述べている。そして「かなり軽い気持ちで作ったので、ストーリーもキャラもタイトル名もすべて即興」であり、「ぱよぱぴょ」というゲームタイトルに意味はないという。
ver.1.00では、バグ対策としてステージクリアごとに装備がリセットされるシステムを採用していたが、セカンドバージョン（ver.2.00）においてこのパワーダウンシステムは廃止されている。そしてボムシステムにも変更が加えられており、新たにボムの回復手段が追加されている。ほかにドット絵も修正されており、またイニティールのブラウスは桃色から青に変更されている。最新版のver.2.02では、スプライト数過多を防ぐためSTAGE5のボスキャラクターである総長の攻撃弾数が減らされている。
制作の際に苦労した点について、シューティングツクール95は「あまり触れなれていなかったコントラクションソフト」であったため、「試行錯誤の連続」で「とにかくヘルプとにらめっこ」していたと述べている。また画像素材を描き起こすのも大変であったという。そして難易度の調整についても、自身はシューティングゲームが苦手だが「周りはもっとうまい人がたくさんいる」と考え、あえて「心持ちむずかしめに作ってみた」がプレイヤーから難しいという意見が多数寄せられたと述べている。
なお木下英一は、ニコニコ動画に投稿した動画において「絵柄に困って冒険してみた」作品であると説明しており、その画風はコンテストパークWeb 2006 summerにおいて金賞を受賞した『ばとね!!〜ばとるねこみみさん〜』に受け継がれたと述べている。また『ぱよぱぴょV』や『ぱよぱぴょG』というタイトルのシューティングゲームを新たに作ろうとしていた時期があり、このうち『ぱよぱぴょV』は「動作試験版」が公開されていた。ニコニコ動画には、2009年まで制作していた『ぱよぱぴょG』のプレイ動画も投稿されている。

## 評価

### 旧バージョン
窓の杜のReview NEWSでは、通常のシューティングゲームとは異なり強化された弾がステージクリア時にもとの状態に戻ってしまい、また減少したライフは次のステージにもち越されてしまうため、「コンティニューしないで全ステージクリアするのは至難の業」であると評されている。
ベクターの「新着ソフトレビュー」では、「オープニングの、気の抜けたストーリー紹介とイラストがマッチしていてとってもいい感じのゲーム」であると評価されている。そして「登場する敵キャラがユニークで、シューティングゲームとしてはかなりおもしろい作品」であるが、「ストーリーや敵キャラのお間抜けぶりとは裏腹に、ゲームそのものはかなり手強い」と評されている。
ふりーむ!の記事では、「ほんわかした雰囲気」でキャラクターが可愛い作品とされており、「ステージクリアごとにある、ちょっとしたストーリー」についても評価されている。そして「アイテム数も少なくてシンプルなシステムだから、ちょっと物足りないかなと思っていたけれど、遊んでいるとなかなか面白かった」と評されており、「ライフ回復がないのが厳しかったけど、やり込めばノーコンティニューでクリアもできそう」とも評されている。

### セカンドバージョン
『タダで楽しむ!ウインドウズ最強ゲーム100』（インフォレスト）では、「敵キャラを倒せば倒すほどボムが増えていく親切設計」になっており、通常のシューティングゲームとは異なりボムを惜しみなく使えることが本作の特徴であるとされている。そしてライフ制が採用されているため敵の弾に触れても即死にはならず、「とことん遊びやすさを追及している」作品であると評されている。またボスキャラクターまでかわいい作品であり、かわいいキャラクターが登場するステージクリア後のデモは要注目とされている。
『フリーゲームベストヒット』（司書房）では、「動物キャラの萌え系シューテュング」として紹介されている。「緊迫感はあまりなく、何となくほのぼのとした感じでプレイすることができる」と評されており、コミカルな表情のかわいいボスキャラが見どころとされている。そして「シューティング初心者からヘビーユーザーまで楽しめる」作品であるが、「パワーアップシステムが高い難易度を演出」しており「シューティングゲーム好きにとっても、かなり歯ごたえのあるゲーム」であると評価されている。
『無料最新Windowsゲーム200+』（笠倉出版社）では、「かわいいキャラが活躍する萌え系統のシューティング」とされており、イニティールについてオープニングデモの演出のほか、撃墜されると「ブリッコっぽく身を縮めて」落下したり、リプレイ選択画面で「突っ伏してジタバタ」しているなど、「“妹萌え”感覚をくすぐるキャラ」であると評している。そして「戦闘自体も適度な難易度で面白い」と評価されている。